# Wright Flyer I
The Flyer I var ett amerikanskt motordrivet biplan som konstruerades av Bröderna Wright och räknas som världens första fungerande motorflygplan. 
Flygplanet drevs av två skjutande propellrar som fick sin kraft via två kedjor kopplade till en centralt placerad motor. Eftersom propellerdiametern var 2,5 meter och propellrarna roterade i motsatt riktning mot varandra tvingades man ordna en synkronisering så att inte propellerbladen greppade i varandra. Piloten låg öppet på magen framför motorn på den undre vingen mellan två medar som fungerade som landställ och förstärkning av flygkroppen. Flygplanet var tillverkat av träläkt som bildade ramprofiler, mellan hörnen i ramarna spändes stålvajer. Vingarna var byggda runt två vingbalkar förbundna med spryglar som dukkläddes. I flygplanets främre del fanns en canardvinge. Vid starten användes en rullsläde, som bär upp flygplanet. På marken lägger man ut 20 meter räls som är ihopkopplad med släden. Efter att motorn startats och propellrarna kommit igång, drar man bort en låsanordning, som håller fast hela ekipaget. När låsanordningen är släppt, startar flygplanet med en acceleration längs rälsen. En stoppanordning vid rälsens slut hejdar rullsläden och flygplanet fortsätter framåt av sin kraft. Med hjälp av det främre rodret i canardvingen lyfter flygplanet.
Eftersom flygplanet saknade skevroder, skevade man flygplanet genom att vrida vingens bakre del. Genom linor och trissor kunde piloten samtidigt påverka båda vingarnas vridnig. När ena vingen skevade nedåt motsvarades det av en lika stor skevning i motsatt riktning på andra vingen.
Efter att första dagens flygningar var genomförda, och man stod och diskuterade den historiska händelsen kom plötsligt en vindby som fångade upp flygplanet och välte det över ända. Skadorna blev avsevärda och den kom aldrig mer att flygas.
Flygplanet renoverades och ställdes ut i New York och på Massachusetts Institute of Technology i Boston för att därefter i flera år förvaras i ett skjul i Dayton. År 1928 sände man flygplanet till Science Museum i London sedan Smithsonian Institution flera gånger nekat att betrakta Flyer 1 som den första flygmaskinen i världen. När Smithsonian Institution bytte ledning 1932 ändrades denna inställning och, när även Orville Wright önskade att flygplanet skulle ställas ut vid institutionen, beslöts att flygplanet skulle flyttas. Flygplanet återfördes till USA efter andra världskriget. Efter att Orville avlidit, ställdes flygplanet ut vid Smithsonian Institution 17 december 1948, och sedan 1976 finns det att beskåda i National Air and Space Museums utställning om flygpionjärer.